# Renomia Benefit
RENOMIA BENEFIT a.s. je dceřiná společnost firmy Renomia. Zabývá se poskytováním služeb finančního poradenství a poskytováním zaměstnaneckých benefitů. Spadá pod mateřskou pojišťovací makléřskou společnost RENOMIA, a.s., s níž sdílí sídlo v kancelářském centru Florentinum. RENOMIA BENEFIT vznikla přejmenováním společnosti Britanika Holding a.s. a sloučením se specializovaným oddělením RENOMIA BENEFIT poskytujícím zaměstnanecké benefity v oblasti pojištění a finančních služeb. Akciová společnost tak od 4. července 2017 působí pod jménem RENOMIA BENEFIT.

## Založení společnosti
Společnost založila pojišťovací makléřská společnost RENOMIA, a.s., která se specializuje na korporátní pojištění, jako dceřinou společnost. Založením RENOMIA BENEFIT tak RENOMIA vstoupila na trh retailového finančního poradenství v kombinaci s poskytováním zaměstnaneckých benefitů v oblasti pojištění a finančních služeb.
Oproti multilevelovým společnostem nabízí plochou organizační strukturu a výše provize poradců se odvíjí od kvality poradenství, která je měřena i např. prostřednictvím stornovosti smluv.

## Služby
RENOMIA BENEFIT nabízí komplexní služby finančního poradenství především fyzickým osobám.
Své služby rozděluje do čtyř hlavních sekcí:
- Pojištění
- Investice
- Úvěry
- Zaměstnanecké benefity

Společnost provizně nezvýhodňuje produkty ze stejné kategorie; všechny produkty ve stejné kategorii mají pro poradce stejnou výši provize. Cílem společnosti není obsáhnout veškerou nabídku dostupných produktů, ani spolupracovat se všemi finančními institucemi. Partnerské společnosti a samotné produkty mají být pečlivě vybírány.

## Produkty
RENOMIA BENEFIT nabízí pojištění osob, majetku, podnikatelských rizik, vozidel, cestovní pojištění a další. Klientům dále nabízí investiční produkty jako stavební spoření nebo penzijní připojištění. Dále jsou to hypoteční, spotřebitelské a podnikatelské úvěry. Poslední skupinou jsou poradenské služby v oblasti zaměstnaneckých benefitů, kam spadá vytváření programů benefitů pro zaměstnance na míru každé společnosti - spadají sem produkty s příspěvky zaměstnavatele, ochrana rizik spojených s výkonem pracovní činnosti či další speciální produkty jako např. pojištění únosu či výkupného, zdravotní pojištění a další. 
RENOMIA BENEFIT ve svém portfoliu vůbec nenabízí investiční životní pojištění.